# Gai Sal·lusti Crisp el Jove
Gai Sal·lusti Crisp (en llatí Caius Sallustius Crispus), conegut com el Jove, era el net de la germana de l'historiador Gai Sal·lusti Crisp, adoptat per aquest i hereu de la seva gran fortuna.
A imitació de Mecenàs va preferir mantenir-se en la classe dels cavallers, i sense el càrrec de senador va gaudir de gran influència a l'estat, més de la que tenien els cònsols. Era donat a la luxúria i es cuidava l'aspecte personal, però la seva ment era vigorosa i tenia gran capacitat pels negocis públics. Durant uns anys va ser el segon home de més confiança d'August després de Mecenàs, i a la caiguda d'aquest favorit va ser el principal assessor de l'emperador.
Encara va conservar aquesta influència sota Tiberi i va participar en la mort de Pòstum Agripa, tema que Lívia Drusil·la va impedir discutir al senat romà per recomanació seva. Tiberi el va enviar a capturar al fals Pòstum Agripa.
Va morir l'any 20 a edat avançada, quan ja havia perdut la confiança de l'emperador encara que fins al final va romandre, almenys nominalment, com un dels seus principals amics. Tenia algunes mines de coure als Alps al país dels ceutrons. Segurament aquest Sal·lusti és al que Horaci dedica una de les seves Sàtires.